# FC Southern
Der Football Club Southern war ein schottischer Fußballverein aus Glasgow, der von 1872 bis 1875 bestand. 

## Geschichte
Der FC Southern wurde im Jahr 1872 gegründet. In der Saison 1873/74 nahm der Verein am schottischen Pokal teil. Dort schied der Verein in der 1. Runde gegen Third Lanark aus dem Wettbewerb aus. Der Verein wurde 1875 aufgelöst.